# 2025年ソウル西部地方法院襲撃事件
2025年ソウル西部地方法院襲撃事件（2025ねんソウルせいぶちほうほういんしゅうげきじけん、ハングル: 서울서부지방법원 점거 폭동）は、2025年1月19日に大韓民国で起きた暴動事件。大韓民国大統領尹錫悦に対する逮捕執行とそれに伴う拘束令状を発行するための令状実質審査に反発し、暴徒化した尹支持者がソウル西部地方法院に乱入した。襲撃当時、数名の警察官が負傷し、この事件を取材していた記者たちも暴行された。

## 背景
尹錫悦大統領が突如宣言した非常戒厳に対する内乱の疑いにより、検察、警察、高位公職者犯罪捜査処（公捜処）は、何度も出席要求をしたが、尹錫悦大統領はこれに応じなかった。警察と公捜処から成る共同捜査本部は、ソウル西部地方裁判所に逮捕令状を請求し、逮捕令状発行を受けて逮捕執行を試みた。しかし尹錫悦大統領側は、大統領警護局を利用してこれを妨害したため、1回目の逮捕令状執行の試み（2025年1月3日）は失敗した。2回目の逮捕令状執行（2025年1月15日）で尹錫悦大統領を逮捕した後、公捜処は裁判所に対し、尹錫悦大統領の拘束令状を請求した。チャ・ウンギョン部長判事は、容疑者が証拠を隠滅する懸念があるとして拘束令状を発布した。

## 展開

### 拘束令状発布前
尹錫悦が拘束前被疑者尋問（令状実質審査）に出席していた2025年1月18日、尹錫悦支持者らによる大規模なデモが行われ、西部地方法院周辺には最大4万4000人（警察による非公式の概算）が集まった。サラン第一教会担任牧師の全光焄が主導する極右市民団体「大韓民国を正す国民運動本部(대한민국바로세우기국민운동본부)」は、それまでの集会場所である光化門から、ソウル西部地方法院まで行進・合流した。大韓民国の現行法上、裁判所の100m以内では集会やデモが禁止されているが、令状実質審査が始まった午後2時ごろデモ参加者の数が急増し、警察の規制線が破られた。警察は数回解散命令を出したが集会参加者は自主解散せず、裁判所はバリケードの設置を行った。一部の支持者が警察と記者を暴行したほか、支持者17名は塀を越えて裁判所敷地内へ侵入した。裁判所を抜け出そうとしていた公捜処の車両2台がデモ隊に包囲され、車のガラスとタイヤが破損した。警察は、不法行為を行った計40名を現行犯逮捕した。
国民の力所属議員の尹相現は、令状審査が行われている最中に裁判所前へ出向き、裁判所の塀を越えて逮捕された人々について「17人の若者たちが塀を越えて留置場にいるというので、関係者と話をした」「恐らくすぐに訓戒放免となるだろう、このように見ている」と発言した。翌日早朝にソウル西部地方裁判所襲撃が起きると、尹相現の発言が大統領支持者らを扇動したのではないかという疑いが浮上し、国会行政安全委員会緊急懸案質疑において当該発言が取り上げられている。李昊榮警察庁長職務代行は1月18日、尹相現が江南警察署長に電話をかけ「西部地裁連行者いますよね？(서부지원 연행자 있죠?)」「うまく処理してください」と話していたことを明らかにした。
尹錫悦大統領の身柄は、18日午後7時33分にソウル西部地方法院を離れ、京畿道義王市のソウル拘置所へ移された。しかしデモ隊はその後も解散せず、ソウル西部地方法院前の麻浦大路の両方向10車線を占拠してデモを続けた。

### 拘束令状発布後
2025年1月19日午前2時50分(韓国標準時)、尹錫悦大統領に対する拘束令状発布のニュースが伝えられると、100人余りが「令状棄却」を叫び、警察による阻止を突き抜けて裁判所の塀を越え始めた。侵入者らは続けて裁判所の正門とガラス窓を壊し、午前3時21分ごろ、裁判所内部に進入した。暴徒たちは令状を発行したチャ・ウンギョン部長判事の居場所を探して、令状実質審査が開かれた3階や、判事執務室がある6、7階まで押しかけた。
警察は即座に警察機動隊を投入して鎮圧に乗り出したが、支持者らは自主的にバリケードを築き、警察の接近を阻んだ。境内に進入した支持者らを解散させようとする警察に対し、支持者らは消火器を撒きながら激しく抵抗した。
建物の中まで進入した100人以上の人々のうち、一部は現行犯で逮捕されたが、全ての進入者をすぐに制止することはできなかった。敷地の外郭で警察に対し公務執行妨害した人々を鎮静化させるのも難航した。
警察は午前4時ごろ、進入者を一旦は後門まで追い返すことに成功した。しかし10分後には再び後門からデモ隊が進入し、警察はもとの位置まで追い返された。デモ隊は壊れたタイルを投げるなどして激しく抵抗した。警察はその後400人余りを追加投入した。警察は、午前5時34分頃に進入者らを再び後門まで追い返し、5時50分ごろに完全に敷地外へ追い出した。動員された警察力は1400人余りにおよび、46人が現行犯として逮捕された。

### 報道機関関係者への暴力
本事件の進行中、取材のため現地へ赴いていた複数の報道機関の記者たちが、暴徒化した支持者らに暴行される事態が発生した。聯合ニュースの記者が支持者からの暴行・脅迫被害に遭ったほか、KBSの記者も攻撃され、高価な映像送出装備が破損した。MBN、MBCの記者らも暴行を受け、メモリーカードを強奪された。
東亜日報は、支持者らが現場に赴いた記者の胸ぐらをつかみ、カメラ奪取を試みて拳を振り回したほか、記者が現場から抜け出した後、支持者らが周辺を通る民間人を捕まえて「記者か」と尋ね、集団リンチを行ったと報じている。

## 反応
崔相穆大統領権限代行は、「不法暴力事態に対して深い遺憾の意を表する」と話した。
千大燁法院行政処長は、事件当日に現場となったソウル西部地方法院を訪問した後、本事件が「法治主義に関する全面的な不正行為」であると述べた。千大燁法院行政処長は、翌20日に開かれた国会法制司法委員会の懸案質疑において、「7階にある判事室の中で、特に令状判事の部屋だけが意図的に破損され、室内に入った痕跡がある」ことから、デモ隊は（本来は出入りが厳しく規制される）裁判所の内部構造を前もって知っており、拘束令状を発行した当該判事への攻撃をあらかじめ意図していたとの見解を示した。
警察は、尹錫悦大統領に拘束令状を発布したチャ・ウンギョン部長判事の身辺保護を行うと明らかにした。
大検察庁は「法治主義と司法体系を否定する重大犯罪」とされ、これに対して厳正な対応を指示した。また、ソウル西部地検に専任チームを構成し、迅速かつ厳格に対応するよう指示した。